# The Salvation
The Salvation är en dansk westernthriller regisserad av Kristian Levring och Anders Thomas Jensen. Mads Mikkelsen, Eva Green, Jeffrey Dean Morgan och Mikael Persbrandt spelar huvudrollerna. Filmen visades vid Filmfestivalen i Cannes 2014 och hade biopremiär i september 2014.

## Rollista (i urval)
- Mads Mikkelsen – Jon
- Eva Green – Madelaine
- Jeffrey Dean Morgan – Delarue
- Mikael Persbrandt – Peter
- Eric Cantona – The Corsican
- Douglas Henshall – Sheriff Mallick
- Jonathan Pryce – Mayor Keane
- Michael Raymond-James – Paul
- Alex Arnold – Voichek
- Nanna Øland Fabricius – Marie
- Toke Lars Bjarke – Kresten
- Sean Michael – Lester
- Grant Swanby – Joe No Leg
- Adam Neill – Mr. Bradley
- Robert Hobbs – Silvertooth
- Langley Kirkwood

## Produktion
Filmen spelades in under våren 2013 i Johannesburg, Sydafrika.